# Manuel Lourenzo Lourenzo
Manuel Lourenzo (Ferreira do Valadouro, Lugo, 15 d'abril de 1943 - la Corunya, 10 d'agost de 2025) fou un actor, dramaturg, director teatral, conferenciant, traductor gallec, i dinamitzador de diferents iniciatives teatrals.
Va ser el creador l'any 1967 a la Corunya del Teatro Circ, primer grup teatral independent de Galícia. En la seva obra s'observen diversos trets: algunes de les seves obres suposen un acostament més o menys informal als personatges clàssics de la tradició grega, com succeeix en Romería ás covas do Demo (1975); també s'interessà en personatges històrics com en l'obra Xoana (1991), inspirada en la vida de la reina Joana la Boja. L'any 1997 va rebre el Premi Nacional de Literatura d'Espanya en la modalitat de literatura dramática pel text titulat Veladas indecentes.